# Марія Казакова
Марія Євгенівна Казакова (груз. მარია ევგენიევნა კაზაკოვა, нар.. 15 липня 2001 року в Москві, Росія) — грузинська фігуристка російського походження, що виступає у танцях на льоду з Георгієм Ревією. Вони — перші в історії Грузії переможці юніорського фіналу Гран-прі (2019), бронзові призери турніру серії «Челленджер» Asian Open Figure Skating Trophy 2019.
Станом на 12 грудня 2019 року пара Казакова і Ревія займає 21-е місце в рейтингу Міжнародного союзу ковзанярів (ІСУ).

## Біографія
Казакова Марія народилася 15 липня 2001 року в Москві.

### Ранні роки
Марія почала вчитися кататися на ковзанах у 2006 році у віці п'яти років. До 2017 року виступала за Росію в парі з Олександром Васьковичем.

### 2017/2018: перший сезон з Георгієм Ревією
Пара Казакова і Васькович розпалася і Марія залишилася без партнера. Марія вирішила написати Георгію Ревії, який на той момент також був без партнерки, з пропозицією стати в пару. З тих пір вони представляють Грузію на міжнародних стартах.
Протягом сезону пара взяла участь у чотирьох міжнародних змаганнях: Tallinn Trophy 2017 (п'яте місце), Santa Claus Cup (бронза), Golden Spin of Zagreb (срібло), Mentor Torun Cup (золото). У березні 2018 року вони взяли участь у першому спільному чемпіонаті світу серед юніорів, за підсумками якого увійшли до топ-10.

### 2018/2019
Казакова і Ревія дебютували на юніорських етапах Гран-прі. В Остраві та Єревані пара виборола дві срібні медалі, забезпечивши собі перше потрапляння до фіналу Гран-прі. Раніше грузинські танцюристи ніколи не виходили до фіналу комерційної серії. У фіналі пара посіла шосте місце. Завершили сезон грузинські фігуристи на юніорському чемпіонаті світу, де вони стали шостими, поліпшивши своє минулорічне досягнення на три позиції.

### 2019/2020: дебют на дорослому рівні
У квітні 2019 року Марія і Георгій заявили, що в новому сезоні будуть виступати і на юніорському, і на дорослому рівні. Довільний танець був поставлений в Санкт-Петербурзі в групі Оленою Соколовою. За словами фігуристів він буде абсолютно не в стилі пари.
Першим турніром у новому сезоні стали юніорські змагання NRW Summer Trophy, де Казакова та Ревія здобули впевнену перемогу. На початку вересня фігуристи виступили в Ризі на юніорському етапі Гран-прі. Незважаючи на те, що вони виграли довільний танець, пара з Грузії зайняла друге місце в загальному заліку, поступившись товаришам по групі Єлизаветі Худайбердієвій та Андрію Філатову 0,33 бала. Наприкінці вересня Марія і Георгій виступили на етапі Гран-прі в Загребі, де здобули впевнену перемогу, ставши першими танцюристами з Грузії, яким вдалося виграти юніорський етап Гран-прі.
Казакова та Ревія дебютували на дорослому рівні наприкінці жовтня 2019 року на турнірі серії «Челленджер» Asian Open Figure Skating Trophy 2019. Пара посіла третє місце в ритм-танці і друге місце в довільному танці, посівши третє місце в загальному заліку, поступившись лише американцям Христині Каррейра і Ентоні Пономаренко та російській парі Ксенії Конкіній і Павлу Дрозду. Також на цьому турнірі пара набрала необхідний техмінімум для участі в чемпіонаті Європи та чемпіонаті світу.
Через декілька днів Казакова і Ревія знову змагалися у дорослій категорії на Volvo Open Cup 2019 в Ризі. Вони зайняли друге місце і ритм-танці, і в довільному танці, поступившись фігуристам збірної Росії Софії Шевченко та Ігорю Єременку.
У грудні 2019 року Казакова і Ревія повернулася на юніорський рівень, щоб взяти участь у фіналі Гран-прі серед юніорів 2019 в Турині. Пара виграла ритм-танець, випередивши американців Нгуен та Колесник на 0,04 бала. Наступного дня Марія і Георгій виграли золоті медалі, випередивши американську пару на 0,16 бала, тим самим ставши першою грузинської парою, якій вдалося виграти юніорський фінал Гран-прі.

## Програми
(з Г. Ревією)
| Сезон     | Ритм-танець | Довільний танець | Показові виступи   |
| --------- | --- | --- | ------------------ |
| 2019-2020 | Квікстеп: Take Good Care of My Baby (Beautiful: The Carole King Musical) у виконанні Джейк Епштейн та Джессі Мюллер Фокстрот: Dream a Little Dream of Me у виконанні The Beautiful South Квікстеп: Overture (Funny Girl) | In the End Linkin Park у виконанні Tommee Profitt feat. Fleurie and Jung Youth                                                     | Грузинський танець |
| 2018-2019 | Аргентинське танго: Building the Bullet Луїс Бакалов Аргентинське танго: Assassin's Tango (Містер і місіс Сміт) Джон Пауелл                                                                                              | Carmina Burana Карл Орф у виконанні Едвіна Мартона Vocalise (Дев'ята брама) Войцех Кіляр                                           | Грузинський танець |
|           | Короткий танець | |                    |
| 2017-2018 | Ча-Ча-Ча: Unchain My Heart у виконанні Джо Кокера Румба: Abrázame у виконанні Тамари | A Time For Us (Ромео та Джульєтта) аранжировка Генрі Манчіні Aimer (Ромео та Джульєтта) у виконанні Damian Sargue and Cécelia Cara |                    |

## Спортивні досягнення

### з Георгієм Ревією за Грузію
| Змагання                             | 17/18      | 18/19      | 19/20      |            |
| Міжнародні                           | Міжнародні | Міжнародні | Міжнародні | Міжнародні |
| ------------------------------------ | ---------- | ---------- | ---------- | ---------- |
| Чемпіонати Європи                    |            |            | 14         |            |
| Asian Open                           |            |            | 3          |            |
| Volvo Open Cup                       |            |            | 2          |            |
| Міжнародні: юніори                   |            |            |            |            |
| Чемпіонати світу серед юніорів       | 9          | 6          | 2          |            |
| Фінал юніорського Гран-прі           |            | 6          | 1          |            |
| Етапи юніорського Гран-прі, Вірменія |            | 2          |            |            |
| Етапи юніорського Гран-прі, Хорватія |            |            | 1          |            |
| Етапи юніорського Гран-прі, Чехія    |            | 2          |            |            |
| Етапи юніорського Гран-прі, Латвія   |            |            | 2          |            |
| Golden Spin                          | 2          |            |            |            |
| MNNT Cup                             | 1          |            |            |            |
| NRW Trophy                           |            |            | 1          |            |
| Santa Claus Cup                      | 3          |            |            |            |
| Tallinn Trophy                       | 5          |            |            |            |
| Volvo Open Cup                       |            | 1          |            |            |
| TBD = Assigned                       |            |            |            |            |

## Детальні результати
На чемпіонатах ІСУ нагороджують малими медалями за ритмічний і довільний танець
| 2019/2020 сезон              | 2019/2020 сезон                    | 2019/2020 сезон | 2019/2020 сезон | 2019/2020 сезон | 2019/2020 сезон |
| Дата                         | Змагання                           | Категорія       | РТ              | ПТ              | Загальна        |
| ---------------------------- | ---------------------------------- | --------------- | --------------- | --------------- | --------------- |
| 5-8 грудня 2019              | Фінал Гран-прі 2019                | Юніори          | 1 68.76         | 1 106.14        | 1 174.90        |
| 5-10 листопада 2019          | Volvo Open Cup 2019                | Дорослі         | 2 69.95         | 2 112.48        | 2 182.43        |
| 30 жовтня — 3 листопада 2019 | CS Asian Trophy Open 2019          | Дорослі         | 3 67.68         | 2 106.95        | 3 174.63        |
| 25-28 вересня 2019           | Гран-прі Хорватії                  | Юніори          | 1 65.97         | 1 103.25        | 1 169.22        |
| 4-7 вересня 2019             | Гран-прі Латвії                    | Юніори          | 2 63.25         | 1 102.01        | 2 165.26        |
| 9-11 серпня 2019             | NRW Summer Trophy 2019             | Юніори          | 1 59.13         | 1 93.95         | 1 153.08        |
| 2018/2019 сезон              |                                    |                 |                 |                 |                 |
| 18-24 березня 2019           | Чемпіонат світу серед юніорів 2019 | Юніори          | 6 60.08         | 6 95.32         | 6 155.40        |
| 6-9 грудня 2018              | Фінал Гран-прі 2018                | Юніори          | 6 57.51         | 6 91.25         | 6 148.76        |
| 7-11 листопада 2018          | Volvo Open Cup 2018                | Юніори          | 1 67.04         | 1 100.26        | 1 167.30        |
| 10-13 жовтня 2018            | Гран-прі Вірменії                  | Юніори          | 2 65.42         | 2 99.23         | 2 164.65        |
| 26-29 вересня 2018           | Гран-прі Чехії                     | Юніори          | 2 59.77         | 2 94.40         | 2 154.17        |
| 2017/2018 сезон              |                                    |                 |                 |                 |                 |
| 5-11 березня 2018            | Чемпіонат світу серед юніорів 2018 | Юніори          | 11 54.95        | 8 78.12         | 9 133.07        |
| 30 січня — 4 лютого 2018     | Mentor Toruń Cup 2018              | Юніори          | 1 56.44         | 1 75.63         | 1 132.07        |
| 6-9 грудня 2017              | Golden Spin of Zagreb 2017         | Юніори          | 2 58.70         | 2 79.02         | 2 137.72        |
| 4-10 грудня 2017             | Santa Claus Cup 2017               | Юніори          | 4 52.44         | 3 75.15         | 3 127.59        |
| 20-26 листопада 2017         | Tallinn Trophy 2017                | Юніори          | 4 54.86         | 8 70.10         | 5 124.96        |